# 瑪德琳·摩格
瑪德琳·摩格（法語：Madeleine Mourgues，1906年9月22日—2000年8月2日）出生於法國奧克西塔尼大區洛特省的阿爾巴斯，是1930年兩位法國小姐的其中一位。

## 生平
她先是地方選美賽的朗格多克-魯西永小姐大賽出線，1930年參與法國小姐的選拔，取得當年度的冠軍，然而莫里斯·德·瓦萊夫也有舉辦法國小姐的選拔賽，由另一位伊維特·拉布魯斯取得后冠，使得法國小姐在1930年發生鬧雙胞的問題。雖然如此，瑪德琳·摩格仍舊代表法國，前往美國參加環球小姐的選拔賽，不過並沒有獲得任何獎項。
比起其他法國小姐的各種發展來說，她僅參與了法國小姐的選拔而已，隨即又回到平凡的生活方式，1934年結婚、2000年逝世，享壽93歲。